# When You Look Me in the Eyes Tour
Die When You Look Me in the Eyes Tour (auch: WYLMITE Tour) war die vierte Tour der aus Wyckoff, New Jersey stammenden Band Jonas Brothers. Sie umfasste 39 Konzerte und ging von Januar bis April 2008.

## Organisation und Hintergrund
Die Konzerte der Tour fanden alle in der ersten Jahreshälfte des Jahres 2008 statt. Grund der Tournee war die Promotion des bereits erschienenen zweiten Albums der Band, Jonas Brothers, sowie des bevorstehenden dritten Albums A Little Bit Longer. 38 Konzerte wurden in den Vereinigten Staaten gespielt, eines in Mexiko. Kurz vor Beginn der Tour unterschrieb die Band einen auf zwei Jahre befristeten Millionendeal mit der auf Live-Veranstaltungen spezialisierten Firma Live Nation, welche auch Madonna und Jay-Z unter Vertrag hat.

## Vorgruppen
Die Band wurde während der Tour von Rooney, Valora und Jen Marks begleitet. In San Antonio spielten die Jonas Brothers aus Zeitgründen ohne Vorgruppe.
- Rooney (alle Konzerte)
- Valora (alle Konzerte)
- Jen Marks (einige Konzerte)

### Setlist der Vorgruppen

#### Rooney
| #  | Titel                           |
| -- | ------------------------------- |
| 1. | When Did Your Heart Go Missing? |
| 2. | Are You Afraid?                 |
| 3. | Blueside                        |
| 4. | If It Were Up To Me             |
| 5. | Don’t Come Around Again         |
| 6. | I’m Shakin                      |

## Setlist
| #   | Titel                                    |
| --- | ---------------------------------------- |
| 1.  | Year 3000                                |
| 2.  | Just Friends                             |
| 3.  | Australia                                |
| 4.  | Goodnight and Goodbye                    |
| 5.  | Hello Beautiful                          |
| 6.  | Take a Breath                            |
| 7.  | Underdog                                 |
| 8.  | Shelf                                    |
| 9.  | Pushin’ Me Away                          |
| 10. | That’s Just the Way We Roll              |
| 11. | Games                                    |
| 12. | Take on Me                               |
| 13. | Still in Love with You                   |
| 14. | Hollywood                                |
| 15. | Burnin’ Up                               |
| 16. | When You Look Me in the Eyes             |
| 17. | Hold On                                  |
| 18. | Zugabe: 1. A Little Bit Longer 2. S.O.S. |

## Konzertdaten
| Datum            | Stadt             | Land               | Veranstaltungsort                  |
| ---------------- | ----------------- | ------------------ | ---------------------------------- |
| Nordamerika      |                   |                    |                                    |
| 31. Januar 2008  | Tucson            | Vereinigte Staaten | Tucson Convention Center           |
| 1. Februar 2008  | Las Vegas         | Vereinigte Staaten | Planet Hollywood Resort and Casino |
| 2. Februar 2008  | Universal City    | Vereinigte Staaten | Gibson Amphitheatre                |
| 3. Februar 2008  | Universal City    | Vereinigte Staaten | Gibson Amphitheatre                |
| 5. Februar 2008  | Everett           | Vereinigte Staaten | Comcast Arena at Everett           |
| 6. Februar 2008  | Portland          | Vereinigte Staaten | Arlene Schnitzer Concert Hall      |
| 8. Februar 2008  | West Valley City  | Vereinigte Staaten | E Center                           |
| 9. Februar 2008  | Denver            | Vereinigte Staaten | Colorado Convention Center         |
| 11. Februar 2008 | El Paso           | Vereinigte Staaten | Chavez Theatre                     |
| 12. Februar 2008 | San Antonio       | Vereinigte Staaten | AT&T Center                        |
| 14. Februar 2008 | Houston           | Vereinigte Staaten | Toyota Center                      |
| 15. Februar 2008 | North Little Rock | Vereinigte Staaten | Alltel Arena                       |
| 16. Februar 2008 | Evansville        | Vereinigte Staaten | Roberts Stadium                    |
| 17. Februar 2008 | Peoria            | Vereinigte Staaten | Peoria Civic Center                |
| 20. Februar 2008 | Minneapolis       | Vereinigte Staaten | Target Center                      |
| 21. Februar 2008 | Grand Rapids      | Vereinigte Staaten | Van Andel Arena                    |
| 22. Februar 2008 | Rosemont          | Vereinigte Staaten | Allstate Arena                     |
| 23. Februar 2008 | Detroit           | Vereinigte Staaten | Fox Theatre                        |
| 24. Februar 2008 | Louisville        | Vereinigte Staaten | The Louisville Palace              |
| 25. Februar 2008 | St. Louis         | Vereinigte Staaten | Fox Theatre                        |
| 27. Februar 2008 | Kansas City       | Vereinigte Staaten | Sprint Center                      |
| 28. Februar 2008 | Grand Prairie     | Vereinigte Staaten | Nokia Theatre                      |
| 1. März 2008     | Hidalgo           | Vereinigte Staaten | Dodge Arena                        |
| 2. März 2008     | Lafayette         | Vereinigte Staaten | Cajundome                          |
| 4. März 2008     | Grand Prairie     | Vereinigte Staaten | Nokia Theatre                      |
| 7. März          | Sunrise           | Vereinigte Staaten | BankAtlantic Center                |
| 8. März 2008     | Tampa             | Vereinigte Staaten | St. Pete Times Forum               |
| 9. März 2008     | Orlando           | Vereinigte Staaten | Amway Arena                        |
| 11. März 2008    | Richmond          | Vereinigte Staaten | Richmond Coliseum                  |
| 13. März 2008    | Reading           | Vereinigte Staaten | Reading Eagle Theatre              |
| 14. März 2008    | Fairfax           | Vereinigte Staaten | Patriot Center                     |
| 15. März 2008    | Manchester        | Vereinigte Staaten | Verizon Wireless Arena             |
| 16. März 2008    | Bridgeport        | Vereinigte Staaten | Arena at Harbor Yard               |
| 18. März 2008    | Wallingford       | Vereinigte Staaten | Chevrolet Theatre                  |
| 19. März 2008    | Portland          | Vereinigte Staaten | Cumberland County Civic Center     |
| 20. März 2008    | Boston            | Vereinigte Staaten | Agganis Arena                      |
| 21. März 2008    | Atlantic City     | Vereinigte Staaten | Mark G. Etess Arena                |
| 22. März 2008    | East Rutherford   | Vereinigte Staaten | Izod Center                        |
| 18. April 2008   | Mexiko-Stadt      | Mexiko             | Vive Cuervo Salón                  |